# Egri Kálmán (atléta)
Egri Kálmán (Hódmezővásárhely, 1902. november 25. – Budapest, 1968. szeptember 20.) magyar olimpikon, az atlétika diszkoszvető sportágában. Névváltozata: Egri (Engelthaller) Kálmán. Polgári foglalkozása jogász, a népjóléti miniszteri titkára.

## Pályafutása
A Hódmezővásárhelyi TVE (HTVE) egyesületben kezdett sportolni. 1922. június 15-én a Szegeden rendezett a Déli Kerület atlétikai bajnokságon robbant az atlétika élvonalába. Az ifjúsági korosztályban megnyerte a diszkoszvetést (37.48 m) és ifjúsági kerületi rekorddal a súlylökést (12.75 m). Júliusban az országos bajnokságon súlylökésben ezüstérmes (12.86 m). Október 1-jén, a háború utáni első 13 méteren felüli súlylökéssel (13,11 m), az egyesülete történetének legnagyobb sikereként Budapesten elnyerte az Állami-díj hatalmas trófeáját. 1925-ben lett aranyjelvényes atléta. Magyar AC (MAC), a Magyar Atlétikai Club sportolójaként nyolcszor lett válogatott kerettag. 1928-ban az amszterdami olimpiai játékokon szerepléséhez nagy reményeket fűztek, döntőbe jutást, esetleg érmet vártak tőle. Kiesése rossz formaidőzítés lehetett, mert szeptember 16-án, egy magyar–olasz válogatott viadalon 47,37 méteres országos rekorddal győzött. 526 érem és 18 tiszteletdíj tulajdonosa.

### Legjobb eredménye
1928-ban elért legjobb eredménye (47.37 m).
 

### Olimpiai játékok
A megnyitóünnepségen olimpikonjaink élén a magyar zászlót vitte. Az 1928. évi nyári olimpiai játékok atlétikai sportágában, a diszkoszvető versenyszámában a selejtezőben (három kísérlet) kiesett (41,89 m).

## Külső hivatkozások
- Egri Kálmán. huszadikszazad.hu. (Hozzáférés: 2015. szeptember 18.)
- Egri Kálmán. talmi.hu. [2016. március 4-i dátummal az eredetiből archiválva]. (Hozzáférés: 2015. szeptember 18.)

| Elődje: Toldi Sándor | Olimpiai zászlóvivő 1928 | Utódja: Bácsalmási Péter |

1. ↑  https://adt.arcanum.com/hu/view/Sportkonyvek_450/?pg=47&layout=s
2. 1 2  Olympedia (angol nyelven), 2006